# Iberolacerta aranica
Iberolacerta aranica là một loài thằn lằn trong họ Lacertidae. Loài này được Arribas miêu tả khoa học đầu tiên năm 1993.

## Hình ảnh

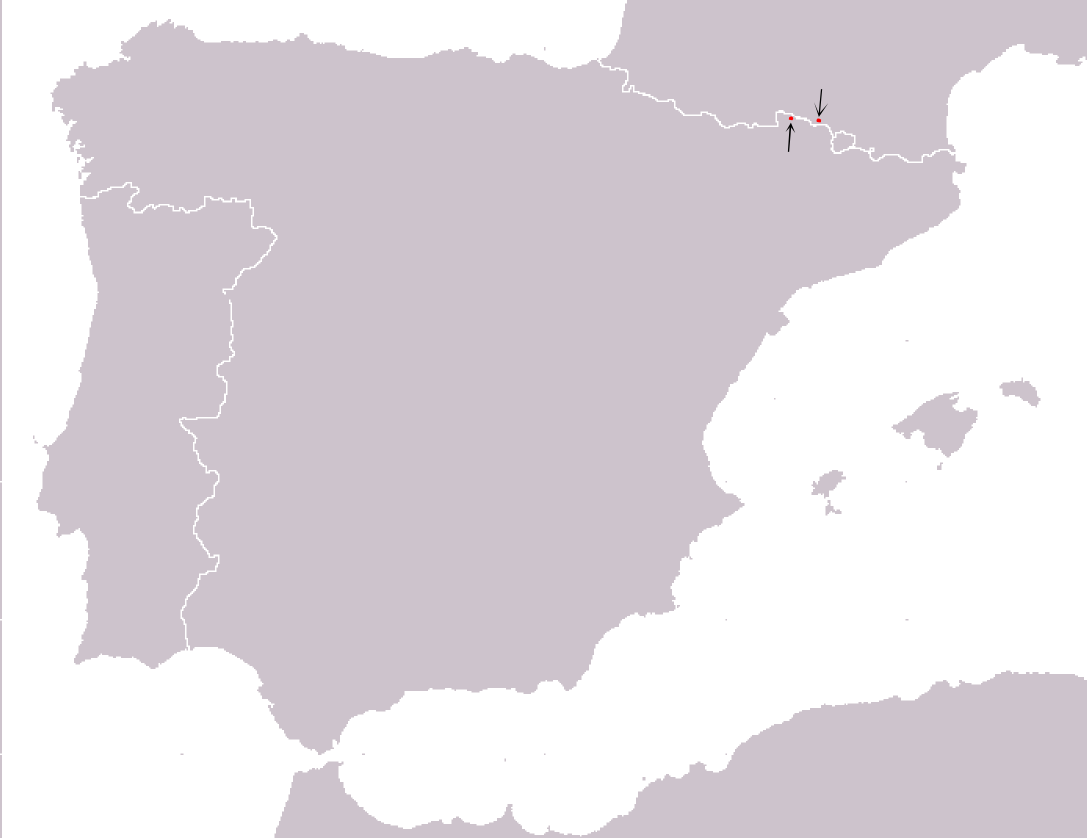